# Szamothrakéi Niké

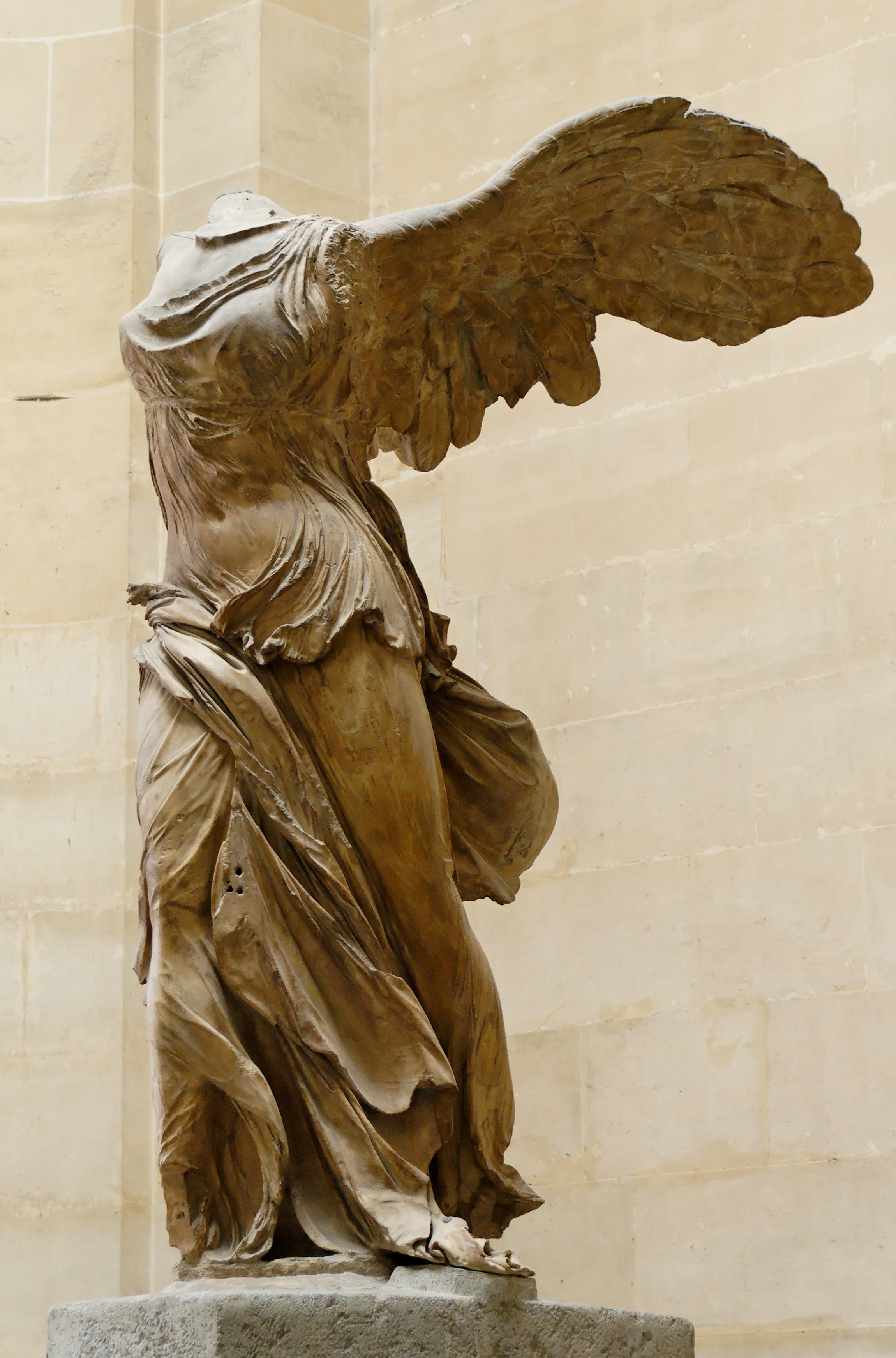
Szamothrakéi Niké Louvre, Párizs

A Szamothrakéi Niké egy ókori görög márványszobor.
Egy győztes tengeri csata emlékére emelték Szamothraké szigetén, az i.e. 2 század elején, a hellenisztikus rodoszi iskola egyik remekműve. A 2,45 méter magas szobor a győzelem istennőjét, Nikét ábrázolja, amint egy hajóorra száll alá. A test ferde tengelye, a hatalmas, vitorla módra dagadó öltözete igen jól érzékelteti a repülést. A művész arra törekedett, hogy kifejezze a nehézkedés, a súrlódás jelenségét, és azt, hogyan befolyásolja ezek hatását a változó irányú és erősségű szél.
1863-ban találták meg Szamothrakén.  1934-ben és 2013-ban foglalkoztak a felújítással. Napjainkban a párizsi Louvre egyik fő látványossága. 